# Jim Abernethy
Jim Abernethy (4 november 1902 – 1 oktober 1974) was een Australianfootballspeler als half back flanker die speelde voor Melbourne Football Club nadat hij werd opgeleid bij Wesley College. Hij speelde 130 wedstrijden voor Melbourne tussen 1923-1924 en 1926-1932. Hij scoorde 61 doelpunten. 
Abernethy kwam oorspronkelijk uit Shepparton (Victoria) en trad toe tot de kostschool Wesley. Abernethy had een succesvolle jeugd carrière bij Wesley. Hij was kampioensspeler van de Associated Public Schools of Victoria. Mede daardoor trok hij de interesse van veel VFL clubs. Omdat hij in St Kilda had gewoond, claimde St Kilda dat Abernethy in hun zone' was, terwijl The Demons zeiden dat hij technisch gezien nog steeds met zijn ouders in Shepparton woonde. Het VFL committee stond uiteindelijk aan de kant van The Demons en dus tekende Abernethy bij hun een contract. 
Abernethy speelde voor Melbourne in 1923 en 1924, maar verhuisde terug naar Shepparton in 1925, om zijn carrière in de rechten voort te zetten. Abernethy kwam volgend seizoen terug bij Melbourne en was een deel van hun premiership team. Hij bleef spelen voor The Demons tot zijn pensionering in 1932. 
Abernethy werd lid voor het leven gemaakt bij de Melbourne Football Club in 1961. In 2008 noemde The Demons hun "150 grootste helden" ter viering van het 150-jarig bestaan van de Melbourne Football Club, waarvan Abernethy er een was.